# De Soto (Illinois)
De Soto – wieś w Stanach Zjednoczonych, w stanie Illinois, w hrabstwie Jackson. Została nazwana na cześć Hernando de Soto, odkrywcy rzeki Mississippi. Przez miejscowość przebiega U.S. Route 51.